# Cnemophilidae
Famille
Les Cnemophilidae (ou cnemophilidés en français) sont une famille de passereaux représentée par deux genres et de trois espèces vivantes.

## Liste des genres
D'après la classification de référence (version 5.2, 2015) du Congrès ornithologique international (ordre phylogénique) :
- genre Cnemophilus De Vis, 1890
  - Cnemophilus loriae – Cnémophile de Loria
  - Cnemophilus macgregorii – Cnémophile huppé
- genre Loboparadisea Rothschild, 1896
  - Loboparadisea sericea - Paradisier soyeux